# Route nationale 74
La route nationale 74 (RN 74 o N 74) è stata una strada nazionale francese che partiva da Paray-le-Monial e terminava a Frauenberg dopo circa 440 km.

## Percorso
La N74 partiva dalla N79 a Paray-le-Monial e risaliva la Bourbince rimanendo sulla riva sinistra. Attraversava così Montceau-les-Mines: oggi questo primo troncone è stato declassato a D974 poiché è stata creata una strada parallela, l’attuale N70, che ha inglobato l’ex N74 all’altezza di Montchanin.
In seguito la statale si serviva della valle della Dheune, quindi la lasciava per raggiungere Corpeau, dove intersecava l’allora N6, Beaune, Nuits-Saint-Georges, Chenôve e Digione, in cui incrociava l’ex N5. Proseguendo verso nord-est, oggi sempre declassata a D974, da Longeau-Percey a Langres riprendeva un tratto dell’antica N67.
Dopo Langres, l’antica N74 fu declassata a D74 già negli anni settanta, mentre la N74 fu fatta coincidere con la N19 fino a Chaumont. L’antica variante scendeva nella valle della Mosa a Saint-Thiébault, mentre la più recente (oggi D674, in precedenza N65) si ricongiungeva a questa presso Neufchâteau. Qui la statale abbandonava la valle per continuare verso nord-est.
Passava allora per Colombey-les-Belles (attualmente come D974), superava la Mosella tra Pont-Saint-Vincent e Neuves-Maisons per poi giungere a Nancy, luogo di transito della N4. La strada si estendeva ancora a nord-est, seguendo per un tratto la Seille, poi servendo Château-Salins, Morhange ed infine la città di Sarreguemines. Poco dopo si trovava la fine della nazionale, al confine tedesco presso Frauenberg, sulla Blies.